# Villamor de los Escuderos
Villamor de los Escuderos – gmina w Hiszpanii, w prowincji Zamora, w Kastylii i León, o powierzchni 55,77 km². W 2011 roku gmina liczyła 450 mieszkańców.